# イノベーターズ
株式会社GMOイノベーターズは東京都渋谷区にかつて存在したインターネット広告代理店である。
2007年10月に株式会社イノベーターズとして設立。2013年8月にGMOインターネットグループ傘下となり、2013年12月にGMOイノベーターズ株式会社と商号変更、その後の2017年1月にGMO NIKKOと経営統合し吸収合併となっている。

## 特徴
代表取締役の東慶親が1997年よりリクルートでHRビジネスに従事、その後2005年ライブドア、2006年楽天グループにてインターネットビジネスを経験し、2007年10月にインターネット広告代理店である株式会社イノベーターズを創業。
創業後、最初の顧客は日本マクドナルドで日本国内約3800店舗のクルー（アルバイター/パートタイマー）募集の総合サイト「マックdeバイト」の企画・運営を行い「人材募集×インターネット」という当時ではニッチな領域でビジネスを軌道に乗せる。
その後、クレディセゾンのインターネットを介したクレジットカード会員募集の案件を機に、カード会社と金融系インターネットメディアのマッチングプラットフォーム（ASP：アフィリエイトサービスプロバイダ）である「ADMANE」を開発し、「人材」「金融」に強いインターネット広告代理店として成長を遂げた。

## 沿革
- 2007年10月 - 東慶親により東京都港区高輪にて株式会社イノベーターズ（代表取締役 東慶親）設立[1]
- 2008年10月 - プライバシーマーク取得（10823059）
- 2011年
  - 8月 - 本社移転（東京都港区高輪より東京都港区赤坂）
  - 11月 - フランチャイズ紹介センターのリリース
- 2012年12月 - アフィリエイトサービスプロバイダ「ADMANE」のリリース
- 2013年
  - 8月 - GMOインターネット（東京証券取引所一部上場）の広告・メディアセグメントであるGMOアドパートナーズ（東証マザーズ上場）と資本提携[4]
  - 12月 - GMOイノベーターズ株式会社へ商号変更[3]
  - 12月 - 東京都港区赤坂より東京都渋谷区道玄坂へ本社移転[3]。本店は東京都渋谷区桜丘町へ移転[3]。
- 2017年1月 - GMO NIKKOとの経営統合により吸収合併[5][6]